# جون ماكين
جون سيدني ماكين الثالث (بالإنجليزية: John McCain)‏ (29 أغسطس 1936 - 25 أغسطس 2018)، سياسي وضابط بحرية أمريكي عمل سيناتورا بمجلس الشيوخ الاميركي عن ولاية أريزونا منذ عام 1987 حتى وفاته. سبق له أن شغل فترتين في مجلس النواب الأمريكي وكان مرشح الحزب الجمهوري لمنصب رئيس الولايات المتحدة في انتخابات عام 2008، التي خسرها أمام باراك أوباما.
تخرج ماكين من أكاديمية البحرية الأمريكية في عام 1958 ومشى على خطى والده وجده - كلاهما من فئة أمراء الأربع نجوم - في البحرية. وأصبح طيارًا بحريًا وقاد الطائرات الهجوم الأرضي من حاملات الطائرات. خلال حرب فيتنام كاد ماكين أن يلاقي حتفه في حريق الحاملة فورستال يو إس إس عام 1967. خلال مشاركته في مهمة تفجير خلال عملية رولينغ ثاندر في هانوي في أكتوبر 1967، تم إسقاط طائرة ماكين وأصيب بجروح خطيرة، وأسر من قبل الفيتناميين الشماليين. بقى أسير حرب حتى عام 1973. تعرض ماكين للتعذيب ورفض عرضًا مبكرًا للعودة إلى الوطن. تسببت له الجروح التي أصيب بها خلال الحرب بإعاقات جسدية طوال حياته. تقاعد من البحرية كقائد في عام 1981 وانتقل إلى ولاية أريزونا، حيث دخل عالم السياسة. في عام 1982 تم انتخاب ماكين في مجلس النواب بالولايات المتحدة، حيث شغل ولايتين. دخل مجلس الشيوخ الأمريكي في عام 1987 وفاز بسهولة بالانتخابات خمس مرات، آخر مرة كانت في عام 2016.
كان ماكين متمسكًا بالمبادئ المحافِظة، إلا أنه كان في نفس الوقت يتمتع بسمعة إعلامية باعتباره «متمرد» لقدرته على الاختلاف مع حزبه في بعض القضايا. بعد أن تم التحقيق معه وتبرئته إلى حد كبير في فضيحة تأثير سياسي في الثمانينات من كعضو في القضية المعروفة باسم كيتنغ فايف، قام بإصلاح تمويل الحملات الانتخابية وهو ما يعد واحدة مميزاته الفارقة في الوسط السياسي، والتي أدت في النهاية إلى إقرار قانون إصلاح حملة الحزبين بالمعروف باسم ماكين-فينغولد في عام 2002. وكان أيضًا قد أُشتهر بعمله في التسعينيات لإعادة العلاقات الدبلوماسية مع فيتنام، وإيمانه بأن حرب العراق كان يجب خوضها حتى النهاية الناجحة. ترأس ماكين لجنة تجارة مجلس الشيوخ وعارض الإنفاق على الحكومي المشروعات المحلية المضمونة فقط. كان ينتمي إلى «مجموعة ال 14» من الحزبين والذي لعب دوراً في التخفيف من حدة الأزمة حول الترشيحات القضائية.
دخل ماكين سباق ترشيح الحزب الجمهوري للانتخابات الرئاسية في عام 2000، لكنه خسر مسابقة الموسم الابتدائي الحاسمة لصالح الحاكم جورج بوش من تكساس. حصل على الترشيح في عام 2008 بعد عودته من الانتكاسات المبكرة، لكنه هُزم على يد المرشح الديمقراطي باراك أوباما في الانتخابات العامة، وخسر بفارق 365 إلى 173. تبنى لاحقاً مواقف وسياسات أكثر تقليدية من المحافِظين وعارض بشكل كبير تصرفات إدارة أوباما، خاصة فيما يتعلق بمسائل السياسة الخارجية. بحلول عام 2013، أصبح شخصية رئيسية في مجلس الشيوخ للتفاوض على صفقات بشأن بعض القضايا في بيئة حزبية خلاف ذلك. في عام 2015 أصبح ماكين رئيسًا للجنة القوات المسلحة بمجلس الشيوخ. في عام 2017 وهو العام الذي سبق وفاته في سن ال 81، قام بتقليص دوره في مجلس الشيوخ بعد تشخيص مرضه بسرطان الدماغ.

## النشأة والحياة العسكرية، 1936-1981

### البدايات والتعليم
ولد جون ماكين في 29 أغسطس 1936 في محطة كوكو سولو البحرية في منطقة قناة بنما، والداه هما ضابط البحرية جون إس ماكين جونيور وروبرتا (رايت) ماكين. كان لديه أخ أصغر يدعى جو وأخت أكبر تدعى ساندي. في ذلك الوقت كانت قناة بنما تحت سيطرة الولايات المتحدة.
تتضمن شجرة عائلة ماكين أسلاف اسكتلنديين وأيرلنديين وإنجليز. كان أبوه وجده جون إس ماكين خريجين من الأكاديمية البحرية وأصبح كلاهما من أمراء الأربعة نجوم في البحرية الأمريكية. اتبعت عائلة ماكين خطى والده في الوظائف البحرية المختلفة في الولايات المتحدة والمحيط الهادئ.
إجمالا، حضر ماكين في حوالي 20 مدرسة. في عام 1951 استقرت العائلة في شمال ولاية فرجينيا وزار ماكين المدرسة الثانوية الأسقفية، وهي مدرسة داخلية خاصة في الإسكندرية. تفوق في المصارعة المدرسية وتخرج في عام 1954. في يونيو 2007 وصف نفسه بأنه أسقفي، وقال بعد ذلك إنه أصبح يُعرّف على أنه معمداني.

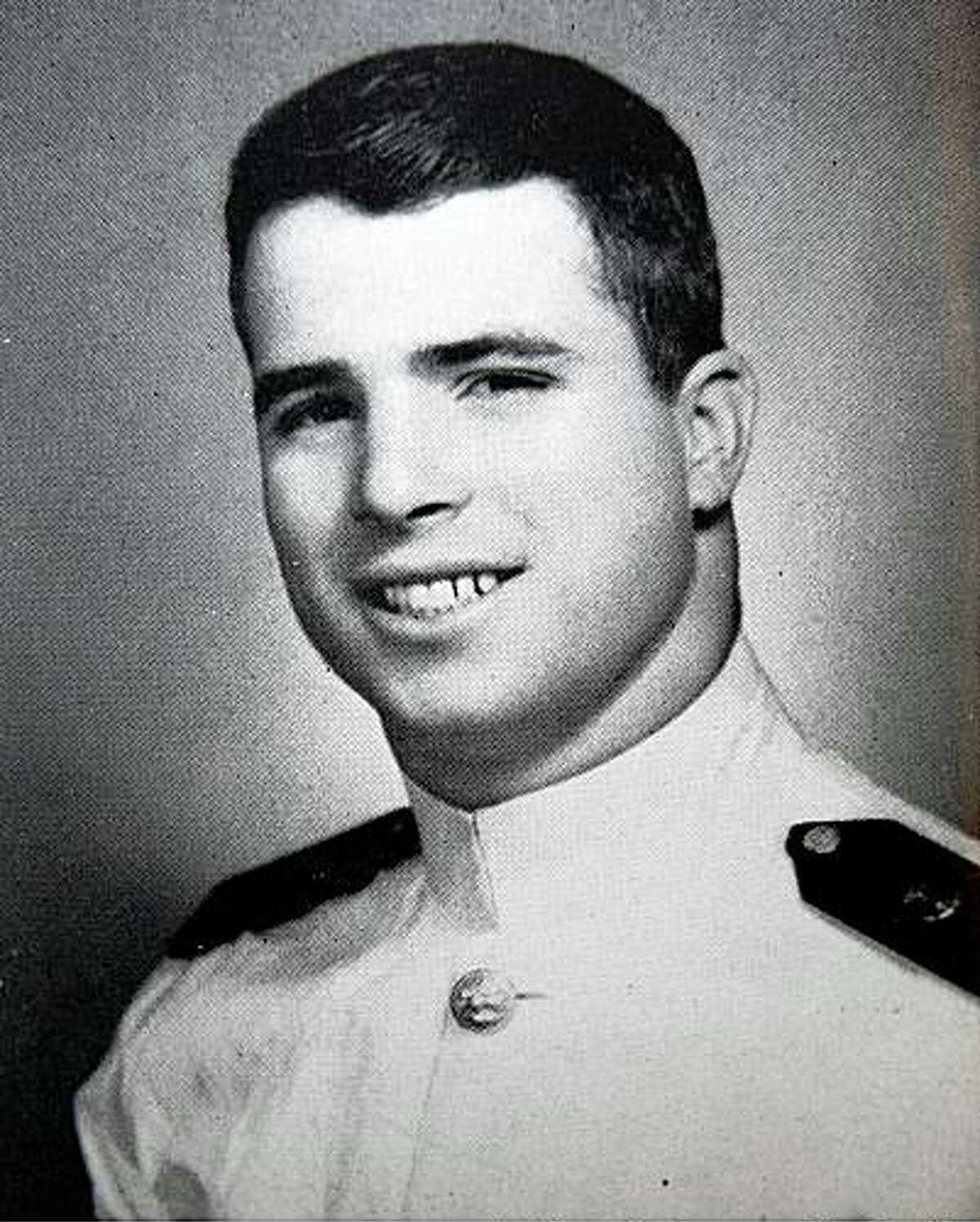
ماكين في الأكاديمية البحرية, 1954

على خطى والده وجده، دخل ماكين أكاديمية الولايات المتحدة البحرية في أنابوليس. كان صديقا وقائداً غير رسمي هناك لكثير من زملائه في الدراسة. كما أصبح ملاكماً في الوزن الخفيف. كان أداء ماكين جيداً في المواد الأكاديمية التي كانت تثير اهتمامه، مثل الأدب والتاريخ، ولكن أدائه في المواد الأخرى كان فقط لتمرير المواد الدراسية التي واجه فيها صعوبة مثل الرياضيات. دخل في صراع مع ضباط ذوي رتب أعلى ولم يكن دائم الالتزام بالقواعد، مما تسبب في تكسير رتبته إلى (894 من 899)، على الرغم من ارتفاع معدل الذكاء لديه. تخرج ماكين في عام 1958.

### التدريب البحري والزواج الأول والتكليف في حرب فيتنام
بدأ ماكين مسيرته العسكرية المبكرة عندما تم تعيينه كضابط صف، وبدأ سنتين ونصف من التدريب في بينساكولا ليصبح طيارًا بحريًا. بينما كان هناك، اكتسب سمعة بأنه رجل الحفلات. أكمل مدرسة الطيران في عام 1960 وأصبح طيارًا بحريًا للطائرات المهاجمة. تم تعيينه في أسراب إيه-1 سكاي رايدر على متن حاملات الطائرات يو اس اس إنترابيد ويو إس إس إنتربرايز في البحر الكاريبي والبحر الأبيض المتوسط. بدأ ماكين كطيار دون المستوى، حيث كان في بعض الأحيان مهملاً ومتهوراً، خلال أوائل إلى منتصف ستينيات القرن الماضي، تحطمت مهمتان من رحلاته الجوية واصطدمت مهمة ثالثة مع خطوط الكهرباء، لكنه لم يُصب بأي إصابات. تحسنت مهاراته في مجال الطيران مع مرور الوقت، وكان ينظر إليه كطيار جيد، وإن كان الشخص الذي يميل إلى المناورة عن طريق الغوص بسرعات عالية، وهو أمر يعتبر خطيرًا إلى حد ما.

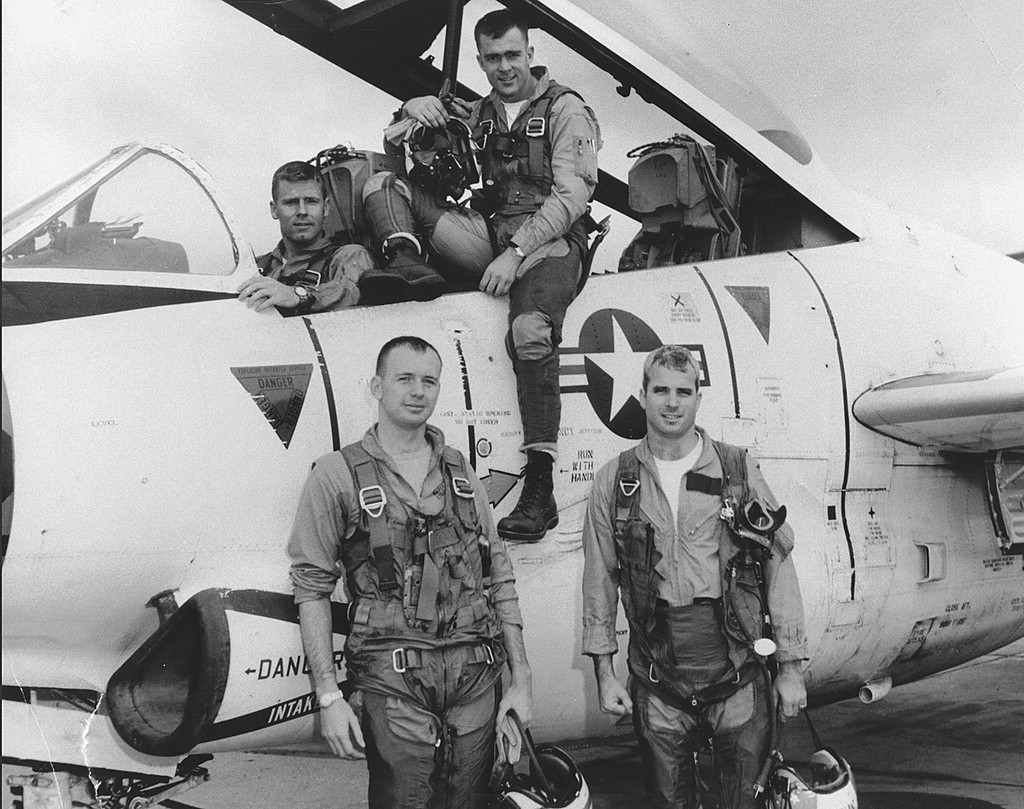
الملازم ماكين (أمام يمين) مع أصدقائه أثناء التدريب عام 1965

في عمر ال28 في 3 يوليو 1965، تزوج ماكين من كارول شيب، التي كانت عارضة من فيلادلفيا. تبنّى ماكين طفليها الصغيرين دوغلاس وأندرو. ثم أنجب من زوجته كارول ابنة اسمها سيدني.
طلب ماكين المشاركة في مهمة قتالية وتم تعيينه في حاملة الطائرات يو اس اس فورستال (CV-59) ليقود إيه-1 سكاي رايدر. بدأت مهمته القتالية عندما كان عمره 30 عامًا في منتصف عام 1967 عندما تم إرسال فورستال في حملة قصف، عملية هزيم الرعد، خلال حرب فيتنام. كان ماكاين وزملاؤه من الطيارين متمركزين في خليج تونكين، وأصبحوا محبطين بسبب الإدارة الجزئية من واشنطن، وكتب فيما بعد: «بكل صراحة، كنا نظن أن قادتنا المدنيين هم أغبياء بشكل كامل لم يكن لديهم أدنى فكرة عما احتاجه الأمر لكسب الحرب».
في 29 يوليو 1967، كان ماكين قائدًا برتبة ملازم عندما كان بالقرب من مركز اندلاع النار في فورستال. هرب من طائرته المحترقة وكان يحاول مساعدة طيار آخر على الفرار عندما انفجرت قنبلة؛ أُصيب ماكين في ساقيه وصدره بشظايا. وقد أسفر الحريق الذي أعقب ذلك عن مقتل 134 بحاراً واستغرق الأمر 24 ساعة للسيطرة عليه. مع خروج فورستال من المهمة، تطوع ماكين لتكليفه على الناقلة يو إس إس أوريسكاني (CV-34)، وهي حاملة طائرات أخرى مستخدمة في عملية هزيم الرعد. هناك حصل على وسام البحرية وميدالية النجم البرونزي للبعثات التي طارت فوق فيتنام الشمالية.

### الأسر في الحرب
تم القبض على ماكين وسُجن في 26 أكتوبر 1967. كان في طلعة التفجير رقم 23 له على فيتنام الشمالية عندما أُسقطت طائرته الإيه-4 سكاي هوك بواسطة صاروخ فوق هانوي. كُسرت ذراعي ماكين وساقه عندما قُذفَ من الطائرة، وغرق تقريباً بعد أن هبط بالمظلة في بحيرة تروك باخ. سحبه بعض الفيتناميين الشماليين إلى الشاطئ، ثم سَحق آخرون كتفه بعقب بندقية وقاموا بطعنه. ثم نُقل ماكين إلى السجن الرئيسي في هانوي، الملقب بـ «هانوي هيلتون».
على الرغم من إصابة ماكين بجروح خطيرة، إلا أن آسريه رفضوا معالجته. قاموا بضربه واستجوابه للحصول على معلومات، ولم يحصل على الرعاية الطبية إلا عندما اكتشف الفيتناميون الشماليون أن والده كان أميرالًا. وضعه كسجين حرب تصدر الصفحات الأولى في الصحف الأمريكية الكبرى.
أمضى ماكين ستة أسابيع في المستشفى، حيث تلقى رعاية هامشية. فقد خلالها 23 كيلوغرام، وتحول شعره الرمادي إلى اللون الأبيض. تم إرسال ماكين إلى مخيم آخر في ضواحي هانوي. في ديسمبر 1967، وُضع ماكين في زنزانة مع أمريكيين آخرين لم يتوقعوا أن يعيش لأكثر من أسبوع. في مارس 1968، تم وضع ماكين في الحبس الانفرادي حيث بقي لمدة عامين.
في منتصف عام 1968 تم تعيين والده جون س ماكين جونيور قائداً لجميع القوات الأمريكية في حرب فيتنام، وقدم الفيتناميون الشماليون عرضاً بالإفراج المبكر عن ماكين وذلك لأنهم أرادوا الظهور بالمظهر الرحيم للحصول على مكاسب سياسية وأيضاً لجعل بقية أسرى الحرب يرون بأن السجناء من أبناء النخبة يعاملون بشكل تفضيلي عن بقية السجناء. رفض ماكين العودة إلى الوطن إلا إذا تم إطلاق سراح بقية السجناء قبله. مثل هذا الإفراج تم حظره حسب تفسير الأسرى لمدونة قواعد السلوك العسكرية التي نصت عليها المادة الثالثة: «لن أقبل أي إبراء أو معاملة خاصة من العدو». لمنع الفيتنامين من استخدام السجناء للدعاية، وافق الضباط على إطلاق سراحهم في الترتيب الذي تم القبض عليهم فيه.
ابتداءً من أغسطس 1968، تعرض ماكين لبرنامج تعذيب شديد. كان مقيداً وضرب كل ساعتين. وقعت هذه العقوبة في نفس الوقت الذي كان يعاني من الحرارة والزحار. بسبب كثرة التعذيب وصل ماكين ل«مرحلة الانتحار»، لكن محاولاته أُحبطت من قِبل الحراس. في نهاية المطاف قدم ماكين «اعتراف» مناهض للدعاية الأمريكية. شعر دائمًا بأن تصريحه كان مشينًا، ولكن كتب في وقت لاحق، «لقد تعلمت ما تعلمناه جميعًا هناك: كل رجل لديه نقطة انهيار. لقد وصلت لها.» تعرض العديد من أسرى الولايات المتحدة للتعذيب وسوء المعاملة من أجل انتزاع «اعترافات» وبيانات للدعاية؛ فعلياً لعبت هذه الاعترافات في نهاية المطاف دوراً مثمراُ لصالح الفيتنامين. تلقى ماكين من ضربتين أو ثلاثة ضربات أسبوعياً بسبب استمراره برفض التوقيع على تصريحات إضافية.
رفض ماكين الالتقاء بمختلف الجماعات المناهضة للحرب التي تسعى إلى السلام في هانوي، راغباً في عدم منحهم ولا الفيتناميين الشماليين نصراً دعائياً. منذ أواخر عام 1969 تحسن علاج ماكين والعديد من أسرى الحرب الآخرين، في حين استمر ماكين في مقاومة إدارة المخيم. كان ماكين وسجناء آخرون قد رحبوا بحملة «تفجيرات عيد الميلاد» الأمريكية في ديسمبر / كانون الأول عام 1972، واعتبروها إجراءً قوياً لدفع فيتنام الشمالية إلى التسوية.
بقي ماكين أسير حرب في فيتنام الشمالية لمدة خمس سنوات ونصف حتى إطلاق سراحه في 14 مارس 1973. تركته إصاباته في زمن الحرب غير قادر على رفع ذراعيه فوق رأسه. بعد الحرب عاد ماكين إلى موقع الاعتقال مع زوجته سيندي وعائلته في عدة مناسبات لمحاولة التصالح مع ما حدث له هناك أثناء اعتقاله.

### ضابط قيادي والارتباط مع مجلس الشيوخ والزواج الثاني
التم شمل ماكين مع عائلته عندما عاد إلى الولايات المتحدة. كما تعرضت زوجته كارول للشلل بسبب حادث سيارة في ديسمبر 1969. وبوصفه أسير حرب أصبح من المشاهير إلى حدٍ ما.

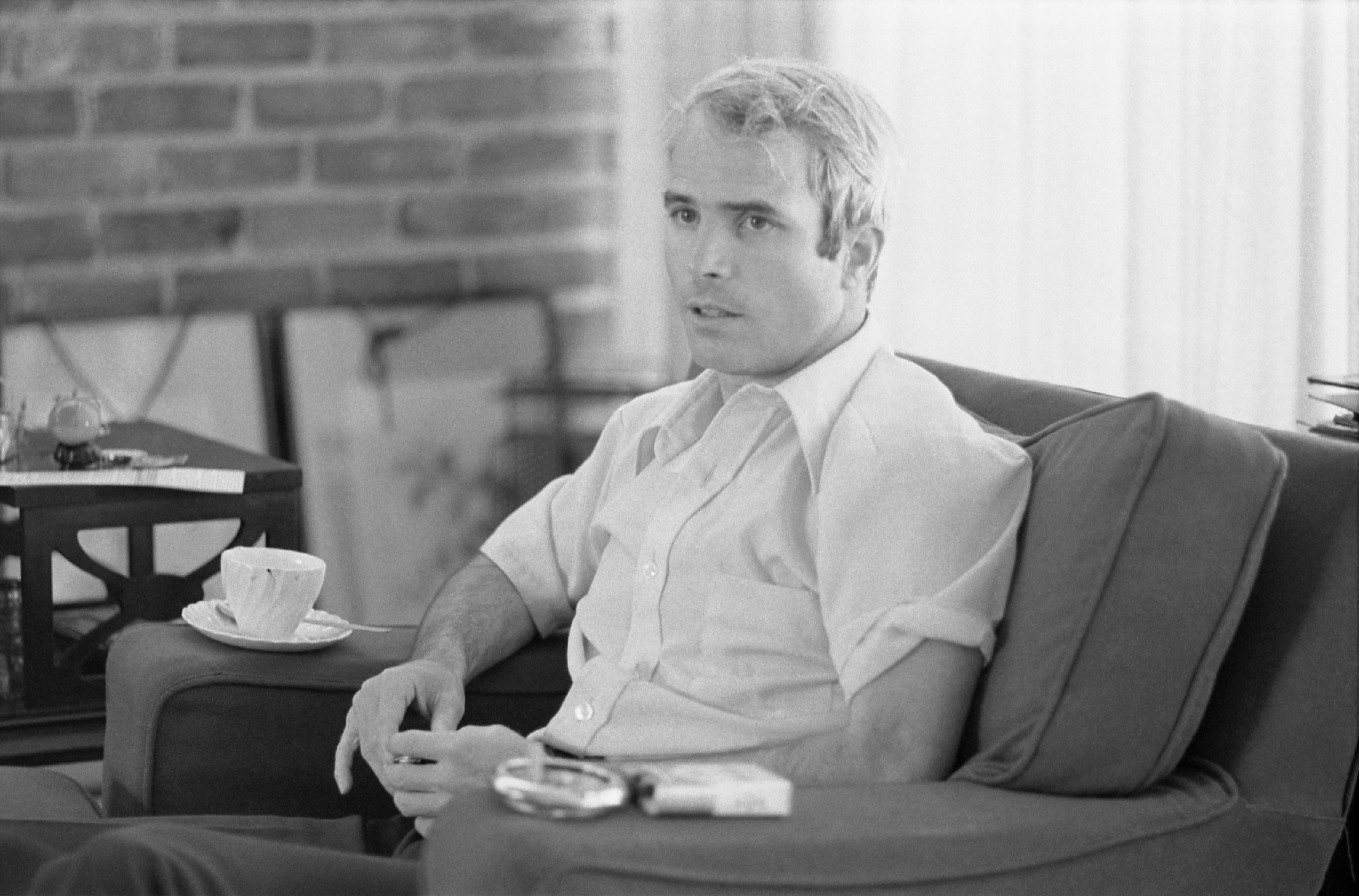
تم إجراء مقابلة مع الضابط ماكين بعد عودته من فيتنام، أبريل 1973

الضابط ماكين يُحي الرئيس ريتشارد نيكسون في مايو 1973

خضع ماكين للعلاج من إصاباته التي استمرت أشهراً من العلاج الطبيعي. حضر الكلية الحربية الوطنية في فورت ماكنير في واشنطن العاصمة خلال 1973-1974. تمت إعادة تأهيله في أواخر عام 1974. في عام 1976 أصبح قائدًا لسرب تدريب متمركز في فلوريدا. قام بتحسين سجل الوحدة وسجلات السلامة، وفاز السرب للمرة الأولى بثناء الجدارة. خلال هذه الفترة في ولاية فلوريدا، كان لديه علاقات خارج نطاق الزواج وبدأ زواجه يتعثر، حيث صرح في وقت لاحق «اللوم يقع علي بالكامل».
شغل ماكين منصب منسق البحرية في مجلس الشيوخ الأمريكي ابتداءً من عام 1977. في وقت لاحق، قال إن هذا يمثل «دخوله الحقيقي إلى عالم السياسة وبداية مسيرته الثانية كموظف عام». دوره الرئيسي خلف الكواليس كان كسب تمويل الكونجرس لناقلة جديدة، مما ضد رغبات إدارة كارتر.
في نيسان / أبريل 1979، التقى ماكين سيندي لو هنسلي، وهي مدرسة من فينيكس بولاية أريزونا، كان والدها قد أسس شركة كبيرة لتوزيع البيرة. بدأ في مواعدتها، وحث زوجته كارول على منحه الطلاق، وهو ما فعلته في فبراير 1980.انتهت معاملة الطلاق بدون نزاعات في أبريل 1980. وتضمنت التسوية منزلين ودعمًا ماليًا لعلاجاتها الطبية المستمرة بسبب حادث السيارة عام 1969؛ وبقوا بعد ذلك على علاقة طيبة. تزوج ماكين وهينسلي في 17 مايو 1980 بحضور السيناتورز ويليام كوهين وغاري هارت كرفاق للعريس. لم يحضر أطفال ماكين، ومرت عدة سنوات قبل يتصالحوا. أبرم جون وسيندي ماكين اتفاقًا قبل الزواج أبقيا على معظم أصول عائلتها باسمها. كما أبقوا أموالهما منفصلة وقدموا إقرارات ضريبية منفصلة.
قرر ماكين مغادرة البحرية. كان من المشكوك فيه ما إذا كان سيتم ترقيته إلى رتبة أدميرال عام، حيث كان يعاني من ضعف في اللياقة البدنية ولم يمنح قيادة بحرية كبرى. كانت فرصه في الترقية إلى أدميرال مساعد أفضل، لكنه رفض هذا الاحتمال، حيث كان قد وضع بالفعل خطط للترشح للكونغرس وقال إنه يمكنه «أن يفعل المزيد من الأمور الجيدة هناك».
تقاعد ماكين من البحرية كقائد في 1 أبريل 1981. تم توصيفه كعاجز ومنح معاش عجز. عند مغادرة الجيش، انتقل إلى ولاية أريزونا. ومن بين الأوسمة والجوائز العسكرية العديدة التي نالها، النجمة الفضية ووسامي استحقاق وصليب الطيران المتميز وثلاث ميداليات النجمة البرونزية ووسامي القلب الأرجواني وميداليتي وسام البحرية وسلاح البحرية وميدالية أسير الحرب.

## انتخابات مجلس النواب والشيوخ والحياة المهنية، 1982-2000

### العضوية في مجلس النواب
وضع ماكين نصب عينيه أن يصبح ممثلاً في الكونغرس لأنه كان مهتمًا بالأحداث الحالية، وكان جاهزًا لتحدٍ جديد، كما طوّر طموحات سياسية خلال فترة عمله مسؤول اتصال في مجلس الشيوخ. ينما عاش في فينيكس ذهب للعمل لدى شركة هينسلي وشركاه للمشروبات، وهي شركة توزيع للبيرة يملكها حماه جيم هنسلي تقع في ولاية هينسلي. بوصفه نائب لرئيس العلاقات العامة في قسم التوزيع، حصل على دعم سياسي من مجتمع الأعمال المحلي، وقابل شخصيات قوية مثل المصرفي تشارلز كيتنغ جونيور، ومطور العقارات فايف سيمينجتون الثالث (لاحقا حاكم ولاية أريزونا) والناشر الصحفي دارو تولي. في عام 1982 تولى ماكين منصب عضو جمهوري لمقعد مفتوح في الدائرة الأولى في ولاية أريزونا، هذا المقعد كان يشغله الجمهوري جون جاكوب رودس لمدة 30 عامًا. وُصفَ ماكاين الذي كان وافداً جديداً على الولاية بأنه شخص استغلالي مندس. كان رد ماكين على ناخب وجه له تلك التهمة كما وصفه كاتب عمود في جريدة فينيكس في وقت لاحق بأنه «ربما الرد الأكثر تدميراً الذي سمعته على قضية سياسية مزعجة»:
فاز ماكين في الانتخابات التمهيدية المتصارع عليها بدرجة كبيرة بمساعدة التأييد السياسي المحلي، وعلاقاته في واشنطن، والمال الذي أقرضته زوجته لحملته الانتخابية. ثم فاز بسهولة في الانتخابات العامة في المنطقة المسيطر عليها الحزب الجمهوري.

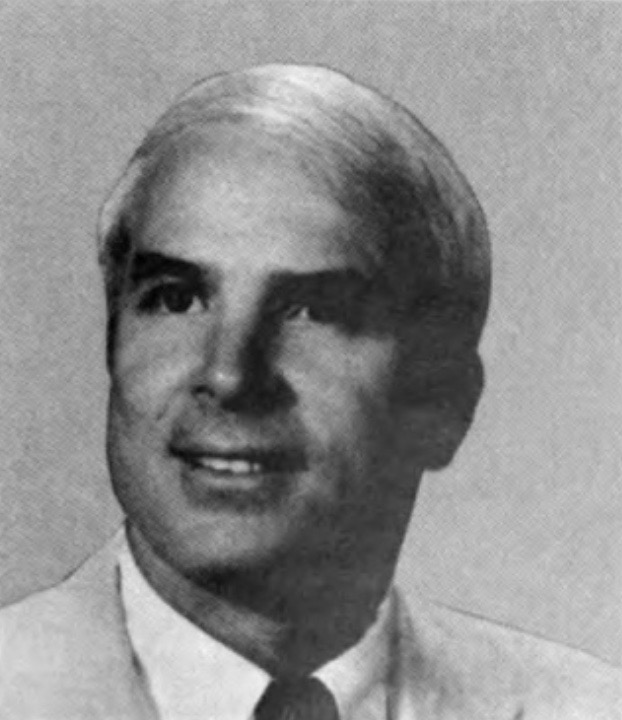
ماكين في عام 1983، خلال فترة ولايته الأولى في مجلس النواب

في عام 1983 انتخب ماكين لقيادة المجموعة المنضمة من الممثلين الجمهوريين، وعُيّن في لجنة الشؤون الداخلية بمجلس النواب. وفي تلك السنة أيضًا عارض إنشاء يوم عطلة اتحادي لمارتن لوثر كينغ جونيور، لكنه اعترف في عام 2008: «كنت مخطئًا وأدركت في النهاية أنه الوقت المناسب لتقديم الدعم الكامل [عام 1990] لعطلة رسمية في أريزونا».
في هذه المرحلة، كانت سياسة ماكين متماشية بشكل أساسي مع سياسة الرئيس رونالد ريغان. شمل هذا دعم لريغانوميكس، وكان نشطاً في الشؤون السكان الأصليين. دعم معظم جوانب السياسة الخارجية لإدارة ريغان، بما في ذلك موقفها المتشدد ضد الاتحاد السوفييتي والسياسة تجاه صراعات أمريكا الوسطى، مثل دعم الكونترا في نيكاراغوا. لقد عارض ماكين إبقاء قوات المارينز الأمريكية منتشرة في لبنان، مستشهداً بأهداف غير قابلة للتحقيق، وانتقد الرئيس ريجان بعد ذلك لسحبه القوات بعد فوات الأوان. في هذه الأثناء، قتل المئات في تفجيرات بيروت 1983. فاز ماكين بإعادة انتخابه في مجلس النواب بسهولة في عام 1984، وحصل على مكان في لجنة الشؤون الخارجية بمجلس النواب. في عام 1985 قام بأول رحلة عودة له إلى فيتنام، كما سافر إلى تشيلي حيث التقى بحاكم المجلس العسكري الجنرال أوغستو بينوشيه.

### الأسرة الجديدة
في عام 1984 استقبل ماكين وسيندي أول طفل لهما، ابنتهما ميجان، تلاها بعد سنتين ابنهما جون سيدني (جاك) الرابع ، وفي عام 1988 ابنهما جيمس (جيمي). في عام 1991 أحضرت سيندي ماكاين فتاة مهجورة في الثالثة من عمرها تحتاج إلى علاج طبي في الولايات المتحدة من دار أيتام بنغلاديشية تديرها الأم تيريزا. قرر ماكين تبنيها، تسميتها بريجيت.

### أول دورين تشريعين في مجلس الشيوخ
بدأت مسيرة ماكين في مجلس الشيوخ في يناير 1987 بعد أن هزم خصمه الديموقراطي، المشرع السابق في الولاية ريتشارد كيمبول بنسبة 20 نقطة مئوية في انتخابات عام 1986. خلف ماكين رمزًا محافظًا أمريكيًا قديماً وعلماً من أعلام أريزونا باري غولدووتر, خلفه ماكين عُقب تقاعده كسيناتور من ولاية أريزونا.

الرئيس رونالد ريغان يُحيي جون ماكين برفقة السيدة الأولى نانسي ريغان، آذار 1987

أصبح السناتور ماكين عضوًا في لجنة القوات المسلحة، التي كان ارتباطه معها سابقًا أثناء خدمته في البحرية. انضم أيضاً إلى لجنة التجارة ولجنة شؤون السكان الأصليين. وواصل دعم أجندة الأمريكيين الأصليين. كواحد من أعضاء مجلس النواب ثم عضو مجلس الشيوخ - وكمقامر يدوم مدى الحياة وعلاقات وثيقة مع صناعة المقامرة- كان ماكين أحد المؤلفين الرئيسيين لقانون تنظيم الألعاب والمقامرة الهندي لعام 1988، الذي وضع القواعد فيما يتعلق بمؤسسات القمار للأمريكيين الأصليين. كما كان ماكين مؤيدًا قويًا لتشريع 'غرام-رودمان الذي فرض تخفيضات تلقائية في الإنفاق في حالة عجز الميزانية.
سرعان ما اكتسب ماكين شهرة وطنية. وقد ألقى خطابًا في المؤتمر الوطني للحزب الجمهوري عام 1988 لقي إستحساناً كبيراً، حيث ذكرته الصحافة بصفته نائبًا قريباً لمنصب نائب الرئيس للمرشح الجمهوري جورج بوش الأب.
أصبح ماكين متورطاً في فضيحة خلال ثمانينيات القرن الماضي، كأحد خمسة أعضاء في مجلس الشيوخ الأمريكي شكّلوا ما عُرف بكيتينغ فايف (Keating Five). بين عامي 1982 و 1987 تلقى ماكين مبلغ 112000 دولار كمساهمات سياسية مشروعة من تشارلز كيتنغ جونيور ومساعديه في «مؤسسة لينكولن للادخار والائتمان»، بالإضافة إلى رحلات على طائرات تشارلز كيتينغ والتي قام ماكين بإعادة سدادها متأخراً في عام 1989. في عام 1987 كان ماكين واحداً من أعضاء مجلس الشيوخ الخمسة الذين اتصل بهم كيتينغ لمنع استيلاء الحكومة على ’’مؤسسة لينكولن‘‘، واجتمع ماكين مرتين مع الضباط المنظمين الاتحاديين لمناقشة تحقيق الحكومة في ’مؤسسة لينكولن‘‘. في عام 1999، قال ماكين: «هذا الظهوركان خاطئًا. إنه مظهر خاطئ عندما تظهر مجموعة من أعضاء مجلس الشيوخ في اجتماع مع مجموعة من الضباط المنظمين، لأن هذا ينقل الانطباع عن التأثير غير المناسب وغير الملائم. وكان من الخطأ القيام بهذا الأمر.» في النهاية تم تَبْرِأت ماكين من قبل لجنة الأخلاقيات بمجلس الشيوخ للتصرف بشكل غير صحيح أو انتهاك قوانين أو أحكام المجلس، ولكن تم توبيخه بشكل معتدل. خلال حملة إعادة انتخابه عام 1992، لم تكن قضية كيتينغ فايف قضية رئيسية، وفاز بسهولة، حيث حصل على 56 في المئة من الأصوات لهزيمة الناشطة الحقوقية كلير سارجنت والحاكم السابق المستقل إيفان ميشام.

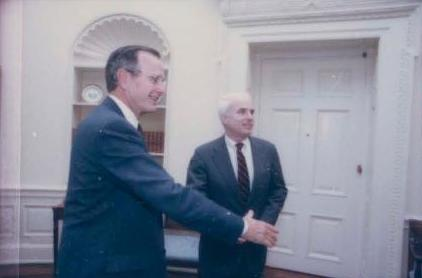
ماكين مع الرئيس جورج بوش الاب في عام 1990

اكتسب ماكين خلال التسعينيات سمعة بأنه شخص يتمتع باستقلالية كبيرة. حيث اشتهر بتحدي قيادة الحزب والمؤسسات الحاكمة، وصار من الصعب تصنيفه سياسياً.

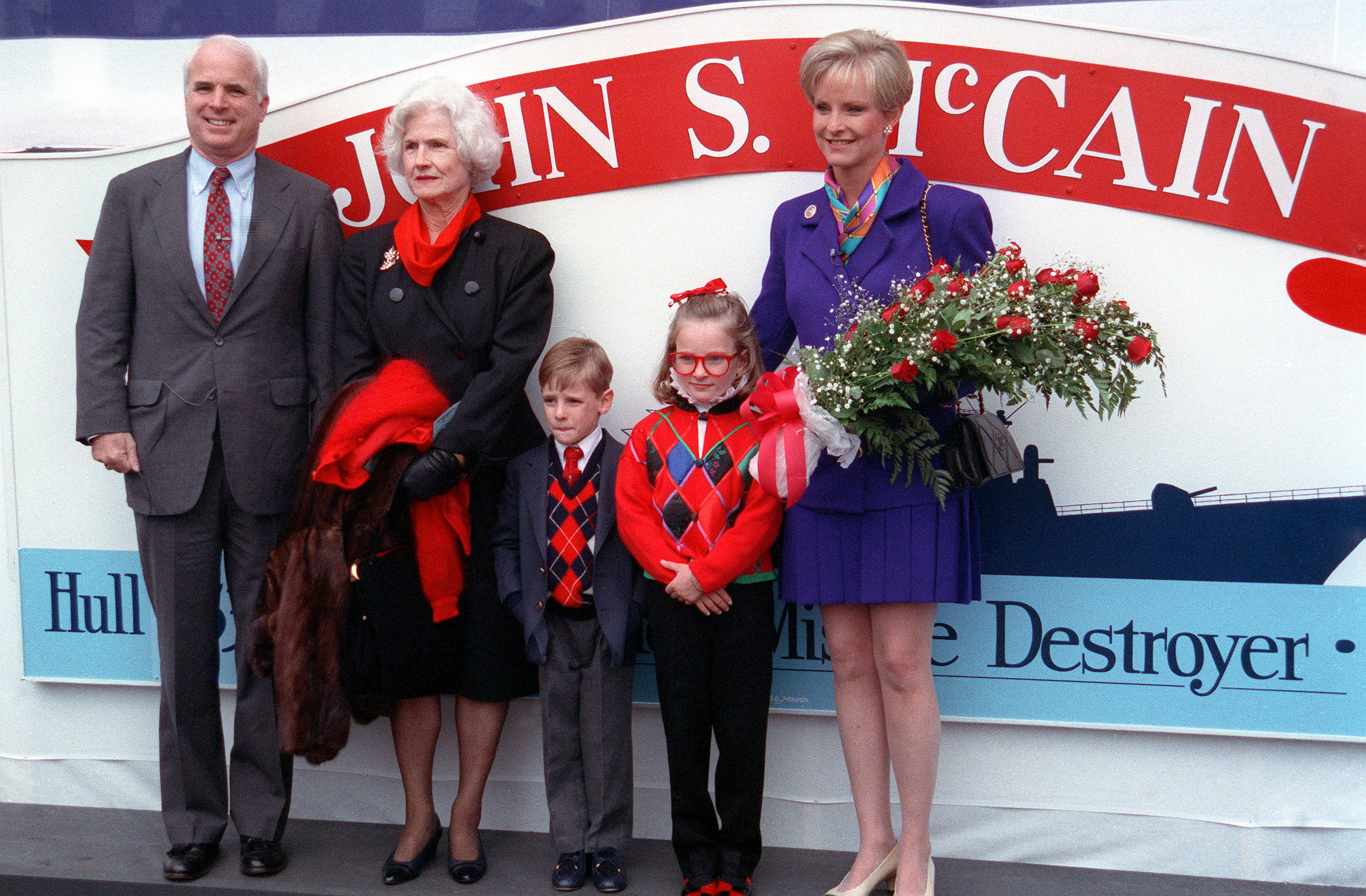
عائلة ماكين أثناء تدشين السفينة يو إس إس جون ماكين في 26 سبتمبر 1992

بصفته عضوًا في لجنة مجلس الشيوخ المختصة بشؤون أسرى الحرب والمفقودين في المعارك (POW / MIA) المُنشئة في 1991-1993 برئاسة زميله في حرب فيتنام والديمقراطي جون كيري، حقق ماكين في قضية أسرى الحرب والمفقودين في المعارك لتحديد مصير موظفي الخدمة الأمريكية المدرجين في عداد المفقودين أثناء العمل خلال حرب فيتنام. وذكر تقرير اللجنة بالإجماع أنه «لا يوجد دليل قاطع يثبت أن أي أمريكي ما زال على قيد الحياة في الأسر في جنوب شرق آسيا». بمساعدة جهود ماكين طبّعت الولايات المتحدة في عام 1995 العلاقات الدبلوماسية مع فيتنام. تم تشويه ماكين من قبل بعض نشطاء POW / MIA الذين وعلى الرغم من كون تقرير اللجنة صدر بالإجماع، يعتقدون أن أعدادًا كبيرة من الأمريكيين ما زالوا محتجزي في جنوب شرق آسيا. من يناير 1993 وحتى وفاته كان ماكين رئيسًا للمعهد الجمهوري الدولي، وهي منظمة ممولة جزئيًا من الحكومة الأمريكية تدعم ظهور الديمقراطية السياسية في جميع أنحاء العالم.
في عامي 1993 و 1994، صوّت ماكين لتأييد مرشحي الرئيس كلينتون ستيفن براير وروث بادر غينسبورغ اللذان اعتبرهما مؤهلين للمحكمة العليا. كما صوت ماكين أيضاً لتأكيد مرشحي الرئيسين رونالد ريجان وجورج بوش الأب، روبرت بورك وكلارنس توماس.
هاجم ماكين ما اعتبره التأثير المفسد للمساهمات السياسية الكبيرة - من الشركات والنقابات العمالية والأفراد الأثرياء ومنظمات أخرى - وقد جعل من هذه القضية شغله الشاغل. بدءاً من عام 1994 عمل مع السيناتور الديمقراطي في ولاية ويسكونسن روس فينغولدحول إصلاح تمويل الحملات الانتخابية. سعى قانون «ماكين-فينغولد» لوضع قيود على «المال الناعم». وقد حُربت جهود ماكين وفينجولد من بعض أصحاب المصالح المستهدفة من الجهات الفاعلة في كلا الحزبين، من قبل أولئك الذين شعروا بأن تحديد الإنفاق قد تؤثر على الخطاب السياسي الحر وربما تكون غير دستورية أيضًا، ومن قبل أولئك الذين أرادوا موازنة قوة ما رأوه على أنه تحيز لوسائل الإعلام. على الرغم من التغطية المتعاطفة في وسائل الإعلام فإن الإصدارات الأولية من قانون «ماكين-فينغولد» كانت عرضة للعرقلة ولم يتم التصويت عليها أبدًا.
ارتبط المصطلح «مفريك الجمهوري» بماكين وصار لقباً له، حتى أنه استخدمه بنفسه. في عام 1993 عارض ماكين العمليات العسكرية في الصومال. وكان هدفه هو إنفاق الكونجرس على المشاريع المضمونة، وأيد بقوة بند قانون حق النقض لعام 1996، الذي أعطى الرئيس حق النقض ضد بنود الإنفاق الفردية ولكن المحكمة الدستورية حكمت بعدم قانونيته في عام 1998.
في الانتخابات الرئاسية عام 1996 كان ماكين مرة أخرى على القائمة المختصرة للمرشحين لمنصب نائب الرئيس، وهذه المرة للمرشح الجمهوري بوب دول. في السنة التالية صنفت مجلة تايم ماكين كواحد من «أكثر 25 شخصية مؤثرة في أمريكا».
في عام 1997 أصبح ماكين رئيسًا للجنة التجارة في مجلس الشيوخ، وهي لجنة ذات تأثير كبير في المجلس. وكان قد تعرض لانتقادات بسبب قبوله أموالاً من شركات وأصحاب أعمال خلال رئاسته للجنة، كان در ماكين بأن هذه المساهمات الصغيرة التي تلقاها لم تكن شكلاً من أشكال المال الضخم المتسبب بمشكلة تمويل الحملات الانتخابية. في عام 1998 دخل ماكين في تحدٍ مع صناعة التبغ، حيث اقترحَ تشريعات كان من شأنها زيادة ضرائب على السجائر بهدف تمويل حملات مكافحة التدخين، وردع المدخنين المراهقين، وزيادة الأموال لدراسات البحوث الصحية، ومساعدة الولايات على دفع تكاليف الرعاية الصحية المتعلقة بالتدخين. بدعم من إدارة كلينتون ولكن بمعارضة من قبل الصناعين ومعظم الجمهوريين فشل مشروع القانون في الحصول على الأصوات الكافية.

### الدور التشريعي الثالث في مجلس الشيوخ
كان جون ماكين سيناتورًا للولايات المتحدة من ولاية أريزونا من عام 1987 حتى وفاته في عام 2018 وكان المرشح الجمهوري لعام 2008 لمنصب رئيس الولايات المتحدة ؛ ومع ذلك ، فقد خسر الانتخابات أمام باراك أوباما. شارك ماكين في العديد من الانتخابات على المستوى المحلي وعلى مستوى الولاية وعلى الصعيد الوطني منذ انتخابه الأول لمجلس النواب في الولايات المتحدة في عام 1982.

## وفاته
في 24 أغسطس 2018، أعلنت عائلة ماكين أنه لن يتلقى العلاج بعد الآن بسبب مرض السرطان. توفي ماكين في منزله في مدينة كورنفيل اليوم التالي في تمام الساعة 4:28 مساءً بالتوقيت المحلي، وكانت زوجته وعائلته بجانبه.

## وصلات خارجية
مواقع رسمية
- JohnMcCain.com (2008 U.S. presidential campaign)
- John McCain U.S. Senator for Arizona نسخة محفوظة 8 مايو 1999 على موقع واي باك مشين. (U.S. Senate office)
- جون ماكين على موقع IMDb (الإنجليزية)
- جون ماكين على موقع الموسوعة البريطانية (الإنجليزية)
- جون ماكين على موقع مونزينجر (الألمانية)
- جون ماكين على موقع إن إن دي بي (الإنجليزية)
- جون ماكين على موقع قاعدة بيانات الفيلم (الإنجليزية)
- جون ماكين على موقع كينوبويسك (الروسية)
- John McCain على موقع ماي سبيس
- John McCain at يوتيوب

القوات البحري
- John McCain's Navy Records some of his records released by the بحرية الولايات المتحدة

دليل مواقع
- جون ماكين على مشروع الدليل المفتوح